# Dahme (rivière)
Pour les articles homonymes, voir Dahme.
La rivière Dahme est un cours d'eau qui coule dans la région de Brandebourg et de Berlin. Elle est un affluent de la rivière Spree et contribue au bassin fluvial du fleuve Elbe.

## Présentation
La rivière franchit une écluse à la hauteur de la ville de Königs Wusterhausen.

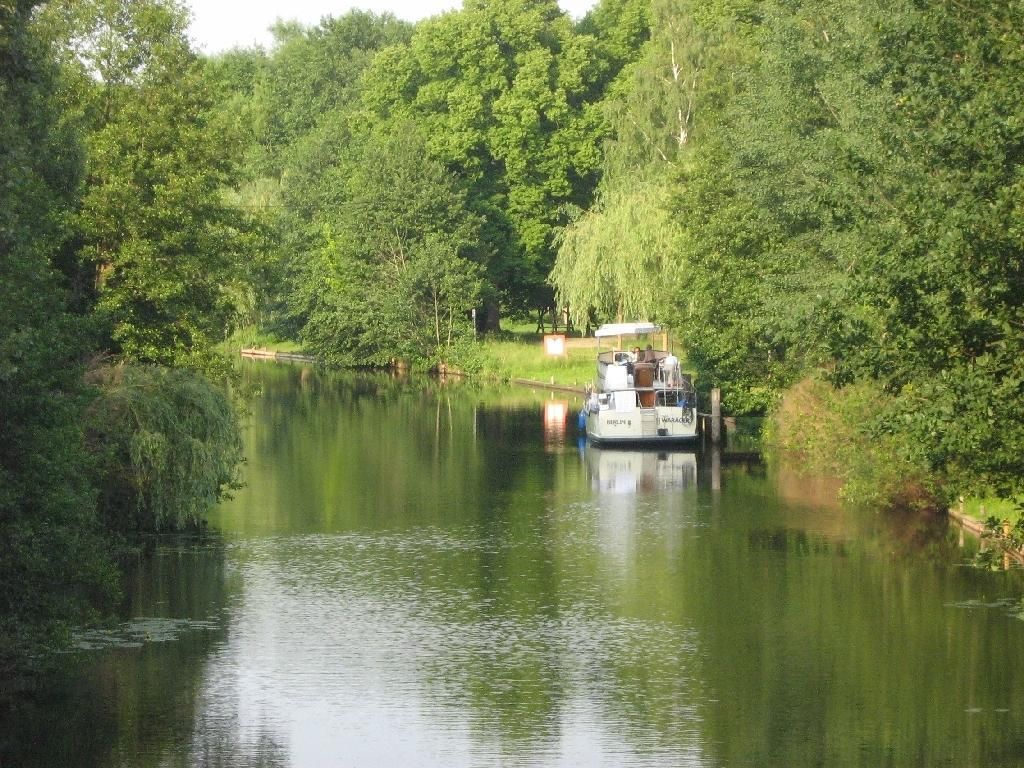
Vue de la rivière Dahme.

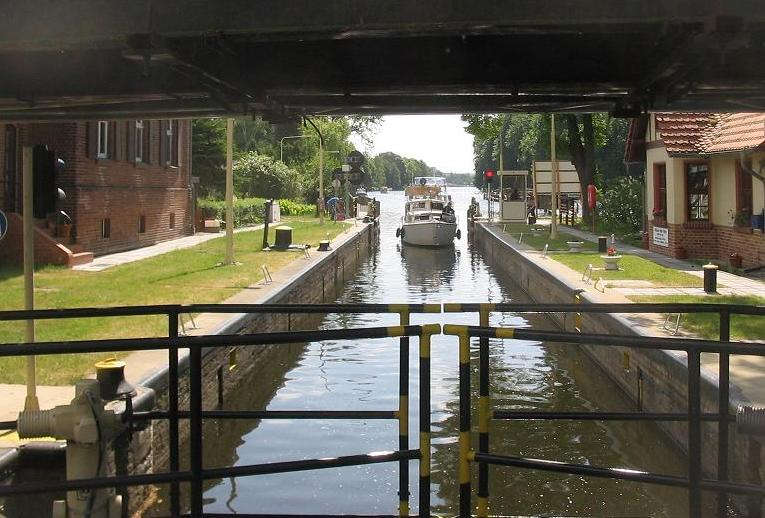
Écluse sur la rivière Dahme à Königs Wusterhausen.